# Jardin d'Orsay
Pour les articles homonymes, voir JDO (homonymie).
Le jardin d'Orsay ou JDO est un jardin public de la ville de Limoges, d'une superficie d'environ 1,8 hectare.
Il est situé entre la place des Carmes, la place Winston Churchill et le tribunal, à l'ouest du centre-ville. Il se trouve à l'emplacement de l'amphithéâtre gallo-romain d'Augustoritum, aujourd'hui disparu, en partie détruit

## Histoire

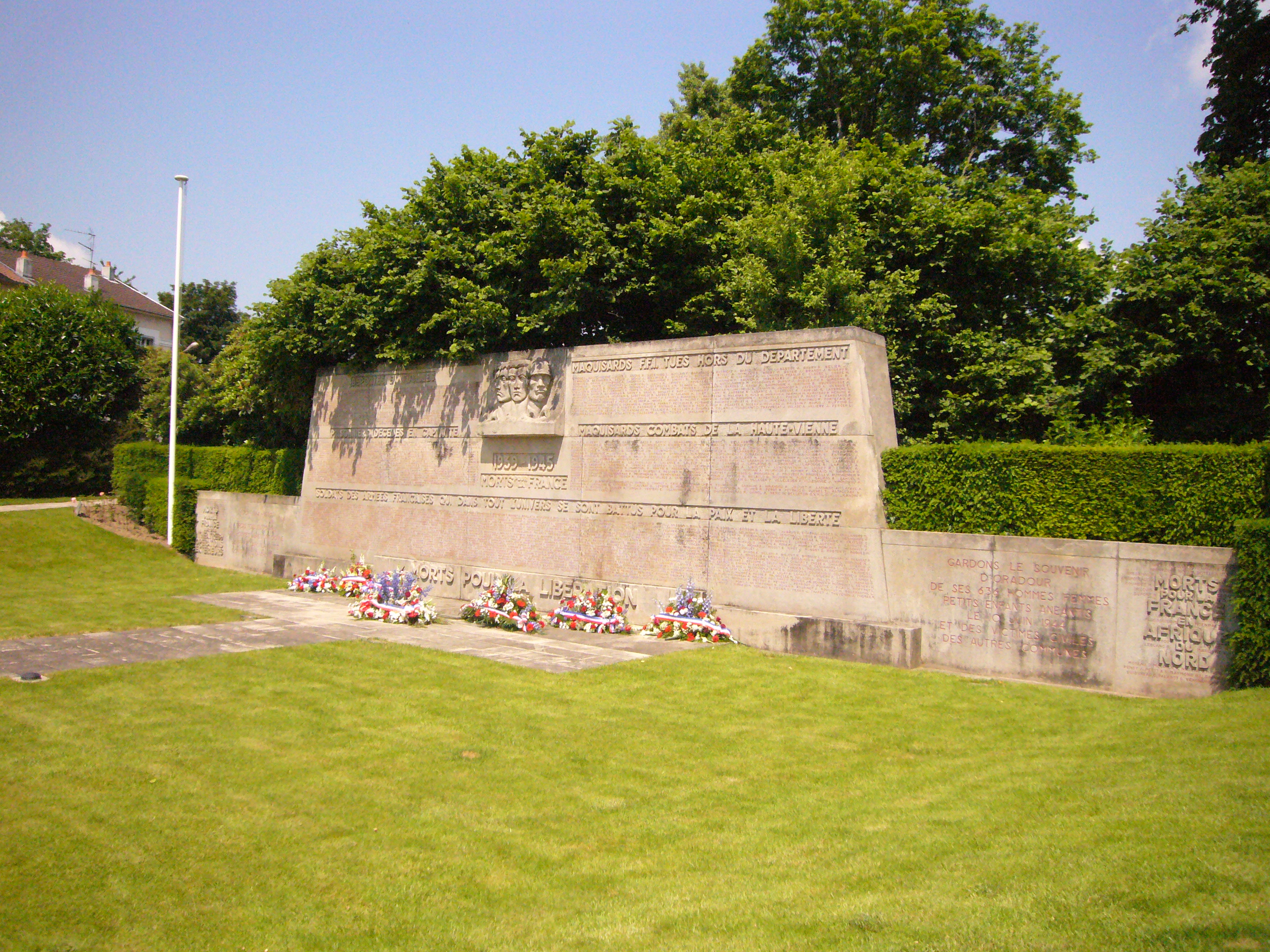
Le jardin abrite un des monuments aux morts de la ville de Limoges, qui rend hommage aux victimes de la Seconde Guerre mondiale.Réalisation par l'architecte André Pécaud (1902-1991).

L'amphithéâtre gallo-romain est en partie enfoui au XVIIIe siècle par l'intendant Boucher d'Orsay, qui aménage une promenade publique et donne son nom au site. Une partie des fondations de l'amphithéâtre demeure visible près de l'entrée sud du parc. 
Le 17 avril 1905, les manifestants apprennent la réponse négative du préfet Félix Cassagneau à leur demande puis la foule se rend à l'Hôtel de ville de Limoges demander l'intervention du maire, Émile Labussière (SFIO). Celui-ci tente une démarche qui échoue. Dans ce climat social tendu à l'extrême, les ouvriers apprennent la nomination à Limoges du général Marie Charles Justin Tournier nommé commandant du 12e corps d'armée, à Limoges, par Maurice Berteaux, ministre de la Guerre. Le général est réputé pour ses opinions réactionnaires. Les émeutiers s’attaquent à la Maison d'arrêt de Limoges de la place du Champ de foire (Winston Churchill) pour libérer les grévistes arrêtés. Après avoir enfoncé les portes, ils trouveront un fort détachement de soldats dans la cour, prêt à tirer. La foule doit reculer jusqu’au jardin d’Orsay sous la pression de la troupe qui tire en l’air. Dans la confusion générale, on déplore plusieurs blessés et un jeune porcelainier, Camille Vardelle, est retrouvé mort. Une négociation éclair met fin aux grèves dans la porcelaine, les ouvriers reconnaissant « la liberté du patron » de choisir ses contremaîtres,,.
L'accès principal se fait jusqu'en 1846 par la place d'Aine, date de construction du palais de justice. Un temps promise au nivellement à hauteur de la place du Champ de Foire (actuelle place Winston Churchill), la promenade est réaménagée à la fin du XIXe siècle avec l'ajout de l'escalier monumental et du kiosque à musique autrefois installé au Champ de Juillet. Le jardin est à nouveau réaménagé en 1966 par la municipalité.
En 2018, la municipalité engage de grands travaux de réaménagement du jardin, comprenant notamment l'abattage de plusieurs arbres, la réfection des escaliers monumentaux, la mise en accessibilité du parc et la création d'un skate-park,.

## Aménagement
Une stèle dans le parc rend hommage à Camille Vardelle, tué lors des évènements ouvriers de 1905. Henri Coutheillas est le sculpteur qui a réalisé Le chêne et le roseau situé dans le jardin.
Très fréquenté par les lycéens des établissements proches (lycées Turgot, Limosin et Valadon), il est surnommé le JDO par la jeunesse limougeaude. De nombreux événements culturels y sont organisés en période estivale : spectacles de musique folklorique, festival de musiques urbaines, notamment.